# Капюшон

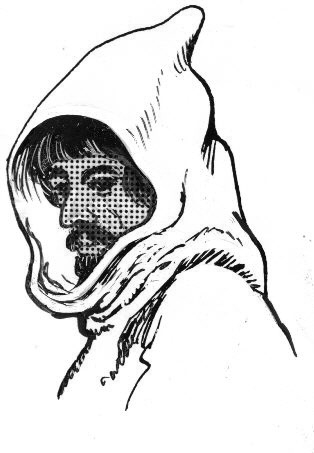

Капюшо́н (фр. Capuchon) — деталь одежды в виде крепящегося к вороту головного убора.

## Описание

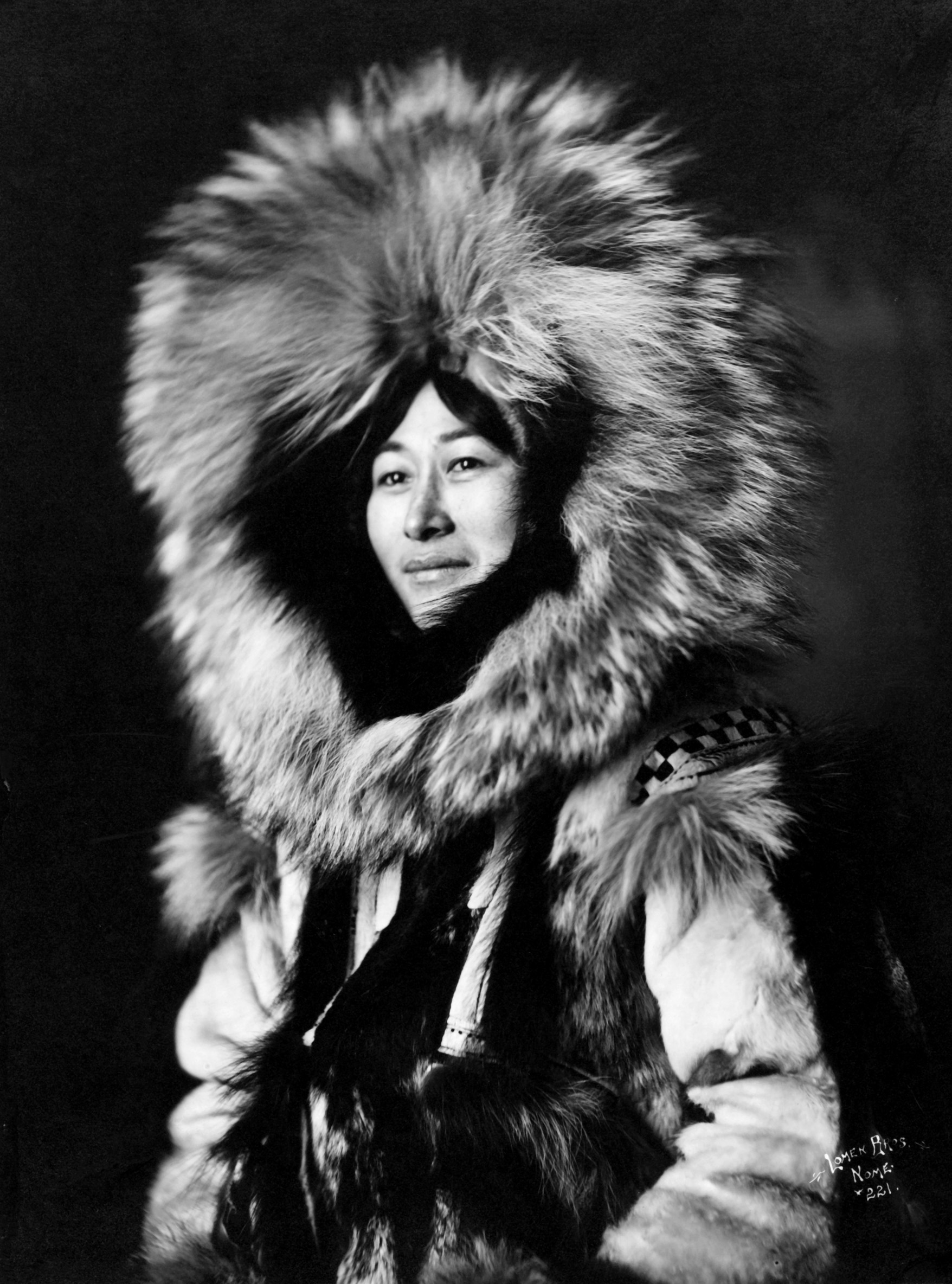
Инуитская женщина в меховом капюшоне. Ном, 1915

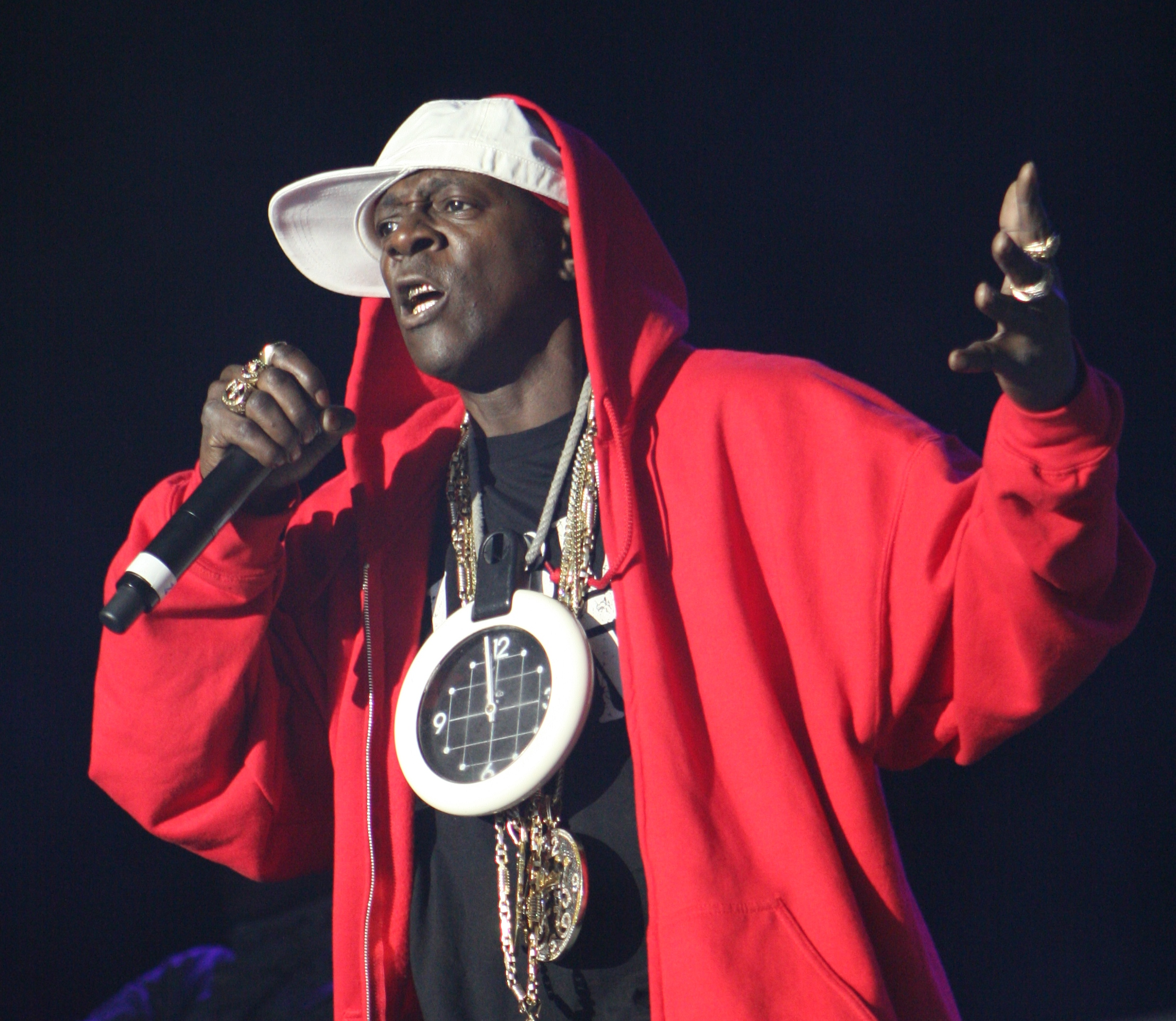
В рэперской субкультуре популярно поверх бейсболки натягивать капюшон худи

Обычно капюшоны носят для защиты от дождя, ветра, снега, в эстетических целях, как часть традиционного костюма или униформы, для защиты от ослепления или для маскировки. Может быть цельным или состоять из двух частей, соединяющихся застёжкой-молнией (например, у пихоры).
Капюшон является обязательным элементом худи (кофты с капюшоном), частым элементом курток, балахонов, комбинезонов. Например, белый капюшон, закрывающий всё лицо с прорезями для глаз — неотъемлемый атрибут членов ку-клукс-клана.